# Azerbajdzsán a 2008. évi nyári olimpiai játékokon
Azerbajdzsán a kínai Pekingben megrendezett 2008. évi nyári olimpiai játékok egyik részt vevő nemzete volt. Az országot az olimpián 10 sportágban 44 sportoló képviselte, akik összesen 7 érmet szereztek.

## Érmesek
| Érem  | Versenyző        | Sportág   | Versenyszám              |
| ----- | ---------------- | --------- | ------------------------ |
| Arany | Elnur Məmmədli   | Cselgáncs | Férfi könnyűsúly         |
| Ezüst | Rövşən Bayramov  | Birkózás  | Férfi kötöttfogás, 55 kg |
| Ezüst | Vitaliy Rəhimov  | Birkózás  | Férfi kötöttfogás, 60 kg |
| Bronz | Xetaq Qazyumov   | Birkózás  | Férfi szabadfogás, 96 kg |
| Bronz | Mariya Stadnik   | Birkózás  | Női szabadfogás, 48 kg   |
| Bronz | Mövlud Mirəliyev | Cselgáncs | Férfi félnehézsúly       |
| Bronz | Şahin İmranov    | Ökölvívás | Pehelysúly               |

## Atlétika
Férfi
| Versenyző      | Versenyszám | Előfutam | Előfutam | Előfutam | Negyeddöntő | Negyeddöntő | Negyeddöntő | Elődöntő | Elődöntő | Elődöntő | Döntő   | Döntő    |
| Versenyző      | Versenyszám | Idő      | Hely.    | Össz.    | Idő         | Hely.       | Össz.       | Idő      | Hely.    | Össz.    | Idő     | Helyezés |
| -------------- | ----------- | -------- | -------- | -------- | ----------- | ----------- | ----------- | -------- | -------- | -------- | ------- | -------- |
| Ruslan Abbasov | 100 m       | 10,58    | 5.       | 50.*     | kiesett     | kiesett     | kiesett     | kiesett  | kiesett  | kiesett  | kiesett | kiesett  |
| Ramil Quliyev  | 200 m       | 20,78    | 2.       | 23.      | 20,66       | 5.          | 24.         | kiesett  | kiesett  | kiesett  | kiesett | kiesett  |

* - egy másik versenyzővel azonos időt ért el

## Birkózás

### Férfi
Kötöttfogású
| Versenyző       | Versenyszám | Selejtező                            | Nyolcaddöntő                          | Negyeddöntő                             | Elődöntő                              | Vigaszág első kör | Vigaszág elődöntő           | Bronz- mérkőzés   | Döntő                                | Helyezés |
| Versenyző       | Versenyszám | Ellenfél Eredmény                    | Ellenfél Eredmény                     | Ellenfél Eredmény                       | Ellenfél Eredmény                     | Ellenfél Eredmény | Ellenfél Eredmény           | Ellenfél Eredmény | Ellenfél Eredmény                    | Helyezés |
| --------------- | ----------- | ------------------------------------ | ------------------------------------- | --------------------------------------- | ------------------------------------- | ----------------- | --------------------------- | ----------------- | ------------------------------------ | -------- |
| Rövşən Bayramov | 55 kg       |                                      | Mosztafa Mohammed (EGY) · 4-0, 8-0    | Yagnier Hernández (CUB) · 5-0, 1-2, 4-0 | Roman Amojan (ARM) · 7-2, 4-1         |                   |                             |                   | Nazir Mankijev (RUS) · 3-4, 2-2      |          |
| Vitaliy Rəhimov | 60 kg       | Seng Csiang (CHN) · 3-0, 2-1         | Eusebiu Diaconu (ROU) · 1-1, 0-3, 4-2 | Armen Nazarjan (BUL) · 0-2, 3-0, 7-0    | Nurbakit Tengizbajev (KAZ) · 1-1, 7-0 |                   |                             |                   | Iszlam-Beka Albijev (RUS) · 0-2, 0-4 |          |
| Fərid Mənsurov  | 66 kg       |                                      | Armen Vardanyan (UKR) · 0-3, 0-3      | kiesett                                 | kiesett                               |                   |                             |                   |                                      | 19.      |
| İlqar Abdulov   | 74 kg       | Şeref Tüfenk (TUR) · 2-1, 1-1        | Vartyeresz Szamurgasev (RUS) · TUS    | kiesett                                 | kiesett                               |                   |                             |                   |                                      | 12.      |
| Şalma Qodabadze | 84 kg       |                                      | Hajkel el-Ásúri (TUN) · 5-0, 5-0      | Fodor Zoltán (HUN) · 1-1, 0-3, 1-1      |                                       |                   | Ma Szan-ji (CHN) · 3-3, 2-3 | kiesett           |                                      | 8.       |
| Anton Botev     | 120 kg      | David Saldadze (UZB) · 2-1, 1-2, 2-0 | Jalmar Sjöberg (SWE) · 0-2, 0-3       | kiesett                                 | kiesett                               |                   |                             |                   |                                      | 10.      |

Szabadfogású
| Versenyző                 | Versenyszám | Selejtező                                      | Nyolcaddöntő                         | Negyeddöntő                           | Elődöntő                               | Vigaszág első kör                     | Vigaszág elődöntő                 | Bronz- mérkőzés                         | Döntő             | Helyezés |
| Versenyző                 | Versenyszám | Ellenfél Eredmény                              | Ellenfél Eredmény                    | Ellenfél Eredmény                     | Ellenfél Eredmény                      | Ellenfél Eredmény                     | Ellenfél Eredmény                 | Ellenfél Eredmény                       | Ellenfél Eredmény | Helyezés |
| ------------------------- | ----------- | ---------------------------------------------- | ------------------------------------ | ------------------------------------- | -------------------------------------- | ------------------------------------- | --------------------------------- | --------------------------------------- | ----------------- | -------- |
| Namiq Sevdiyev            | 55 kg       |                                                | Jang Gjongil (PRK) · 1-1, 3-1, 2-1   | Kim Hjoszop (KOR) · 1-2, 1-0, 2-0     | Henry Cejudo (USA) · 5-3, 2-3, 3-4     |                                       |                                   | Radoszlav Velikov (BUL) · 2-0, 1-3, 0-1 |                   | 5.       |
| Zəlimxan Hüseynov         | 60 kg       | Mavlet Batirov (RUS) · 0-1, 0-1                |                                      |                                       |                                        | Yandro Quintana (CUB) · 0-1, 1-1, 4-3 | Murad Ramazanov (MKD) · 1-0, 3-1  | Szejed Mohammadi (IRI) · 0-2, 1-3       |                   | 5.       |
| Emin Əzizov               | 66 kg       | Grégory Sarrasin (SUI) · 1-0, 2-0              | Leonyid Szpiridonov (KAZ) · 0-2, 0-1 | kiesett                               | kiesett                                |                                       |                                   |                                         |                   | 12.      |
| Camsulvaray Camsulvarayev | 74 kg       |                                                | Murad Hajdarav (BLR) · 4-0, 0-2, 0-1 | kiesett                               | kiesett                                |                                       |                                   |                                         |                   | 15.      |
| Novruz Temrezov           | 84 kg       | Csagnádordzsín Gandzorig (MGL) · 3-0, 0-1, 3-0 | Reza Jazdáni (IRI) · TUS             | Georgij Ketojev (RUS) · 4-0, 0-2, 0-2 | kiesett                                |                                       |                                   |                                         |                   | 7.       |
| Xetaq Qazyumov            | 96 kg       | Mateusz Gucman (POL) · 3-0, 3-0                | Vincent Aka-Akesse (FRA) · 4-0, 4-0  | Kurban Kurbanov (UZB) · 4-0, 6-0      | Sirvanyi Muradov (RUS) · 1-0, 0-2, 0-1 |                                       |                                   | Heorhij Tyibilov (UKR) · 5-0, 2-0       |                   |          |
| Əli İsayev                | 120 kg      |                                                | Artur Taymazov (UZB) · 0-2, 3-4      |                                       |                                        |                                       | Disney Rodríguez (CUB) · 0-1, TUS | kiesett                                 |                   | 14.      |

### Női
Szabadfogású
| Versenyző       | Versenyszám | Selejtező         | Nyolcaddöntő                  | Negyeddöntő       | Elődöntő          | Vigaszág első kör | Vigaszág elődöntő              | Bronz- mérkőzés                    | Döntő             | Helyezés |
| Versenyző       | Versenyszám | Ellenfél Eredmény | Ellenfél Eredmény             | Ellenfél Eredmény | Ellenfél Eredmény | Ellenfél Eredmény | Ellenfél Eredmény              | Ellenfél Eredmény                  | Ellenfél Eredmény | Helyezés |
| --------------- | ----------- | ----------------- | ----------------------------- | ----------------- | ----------------- | ----------------- | ------------------------------ | ---------------------------------- | ----------------- | -------- |
| Mariya Stadnik  | 48 kg       |                   | Carol Huynh (CAN) · 3-4, 0-2  |                   |                   |                   | Kim Hjongdzsu (KOR) · 1-0, 3-2 | Tatyjana Bakatyuk (KAZ) · 2-1, 8-0 |                   |          |
| Yelena Komarova | 55 kg       |                   | Natalja Golc (RUS) · 0-4, 0-1 | kiesett           | kiesett           |                   |                                |                                    |                   | 15.      |
| Olesya Zamula   | 63 kg       |                   | Icsó Kaori (JPN) · 0-2, 0-3   |                   |                   |                   | Randi Miller (USA) · 0-2, TUS  | kiesett                            |                   | 16.      |

## Cselgáncs
Férfi
| Versenyző        | Versenyszám  | Selejtező         | 32-es főtábla                           | Nyolcaddöntő                             | Negyeddöntő                        | Elődöntő                                | Vigaszág első kör                | Vigaszág negyeddöntő            | Vigaszág elődöntő | Bronz- mérkőzés                         | Döntő                          | Helyezés |
| Versenyző        | Versenyszám  | Ellenfél Eredmény | Ellenfél Eredmény                       | Ellenfél Eredmény                        | Ellenfél Eredmény                  | Ellenfél Eredmény                       | Ellenfél Eredmény                | Ellenfél Eredmény               | Ellenfél Eredmény | Ellenfél Eredmény                       | Ellenfél Eredmény              | Helyezés |
| ---------------- | ------------ | ----------------- | --------------------------------------- | ---------------------------------------- | ---------------------------------- | --------------------------------------- | -------------------------------- | ------------------------------- | ----------------- | --------------------------------------- | ------------------------------ | -------- |
| Ramil Qasımov    | Harmatsúly   |                   | Alim Gadanov (RUS) · 0101-0120          | kiesett                                  | kiesett                            | kiesett                                 |                                  |                                 |                   |                                         |                                | 21.      |
| Elnur Məmmədli   | Könnyűsúly   |                   | Dirk Van Tichelt (BEL) · 1000-0000      | Kansztancin Szjamjonav (BLR) · 1001-0001 | Kim Csholszu (PRK) · 0200-0000     | Ali Malumát (IRI) · 1000-0000           |                                  |                                 |                   |                                         | Vang Gicshun (KOR) · 1000-0000 |          |
| Mehman Əzizov    | Váltósúly    |                   | Ole Bischof (GER) · 0011-0020           |                                          |                                    |                                         | Travis Stevens (USA) · 0001-0200 | kiesett                         | kiesett           | kiesett                                 |                                | 13.      |
| Elxan Məmmədov   | Középsúly    |                   | Nematullo Aszronkulov (TJK) · 0011-0000 | Xurshid Nabiev (UZB) · 0110-0010         | Irakli Cirekidze (GEO) · 0000-1000 |                                         |                                  | Hesám Miszbáh (EGY) · 0010-0011 | kiesett           | kiesett                                 |                                | 9.       |
| Mövlud Mirəliyev | Félnehézsúly |                   | Hasszán Azzún (ALG) · 1000-0001         | Levan Zsorzsoliani (GEO) · 1010-0000     | Daniel Brata (ROU) · 0110-0000     | Najdangín Tüvsinbajar (MGL) · 0000-0010 |                                  |                                 |                   | Przemysław Matyjaszek (POL) · 0110-0001 |                                |          |

Női
| Versenyző        | Versenyszám | Selejtező         | Nyolcaddöntő                 | Negyeddöntő       | Elődöntő          | Vigaszág első kör | Vigaszág negyeddöntő | Vigaszág elődöntő | Bronz- mérkőzés   | Döntő             | Helyezés |
| Versenyző        | Versenyszám | Ellenfél Eredmény | Ellenfél Eredmény            | Ellenfél Eredmény | Ellenfél Eredmény | Ellenfél Eredmény | Ellenfél Eredmény    | Ellenfél Eredmény | Ellenfél Eredmény | Ellenfél Eredmény | Helyezés |
| ---------------- | ----------- | ----------------- | ---------------------------- | ----------------- | ----------------- | ----------------- | -------------------- | ----------------- | ----------------- | ----------------- | -------- |
| Kifayət Qasımova | Könnyűsúly  |                   | Szató Aiko (JPN) · 0100-1001 | kiesett           | kiesett           |                   |                      |                   |                   |                   | 15.      |

## Lovaglás
Díjugratás
| Versenyző     | Ló                | Versenyszám | Selejtező | Selejtező | Selejtező     | Selejtező     | Selejtező     | Selejtező | Selejtező | Selejtező | Döntő   | Döntő   | Döntő   | Döntő   | Végeredmény | Végeredmény |
| Versenyző     | Ló                | Versenyszám | 1. kör    | 1. kör    | 2. kör        | 2. kör        | 2. kör        | 3. kör    | 3. kör    | 3. kör    | 1. kör  | 1. kör  | 2. kör  | 2. kör  | Végeredmény | Végeredmény |
| Versenyző     | Ló                | Versenyszám | Bünt.     | Hely.     | Bünt.         | Össz.         | Hely.         | Bünt.     | Össz.     | Hely.     | Bünt.   | Hely.   | Bünt.   | Hely.   | Bünt.       | Helyezés    |
| ------------- | ----------------- | ----------- | --------- | --------- | ------------- | ------------- | ------------- | --------- | --------- | --------- | ------- | ------- | ------- | ------- | ----------- | ----------- |
| Camal Rəhimov | Ionesco De Brekka | Egyéni      | 1         | 13.       | nem ért célba | nem ért célba | nem ért célba | kiesett   | kiesett   | kiesett   | kiesett | kiesett | kiesett | kiesett | kiesett     | kiesett     |

## Ökölvívás
| Versenyző      | Versenyszám | Selejtező                       | Nyolcaddöntő                     | Negyeddöntő                  | Elődöntő                         | Döntő             | Helyezés |
| Versenyző      | Versenyszám | Ellenfél Eredmény               | Ellenfél Eredmény                | Ellenfél Eredmény            | Ellenfél Eredmény                | Ellenfél Eredmény | Helyezés |
| -------------- | ----------- | ------------------------------- | -------------------------------- | ---------------------------- | -------------------------------- | ----------------- | -------- |
| Samir Məmmədov | Légsúly     | Abd el-Iláh Nhajla (MAR) · 19-4 | Szomcsit Csongcsoho (THA) · 2-10 | kiesett                      | kiesett                          | kiesett           | 9.       |
| Şahin İmranov  | Pehelysúly  | Galib Zsafarov (KAZ) · 9-5      | Nikoloz Izoria (GEO) · 18-9      | Idel Torriente (CUB) · 16-14 | Khédafi Djelkhir (FRA) · feladta | kiesett           |          |

## Sportlövészet
Női
| Versenyző              | Versenyszám | Selejtező | Selejtező | Döntő   | Döntő    |
| Versenyző              | Versenyszám | Pont      | Helyezés  | Pont    | Helyezés |
| ---------------------- | ----------- | --------- | --------- | ------- | -------- |
| Zemfira Meftahətdinova | Skeet       | 63        | 15.       | kiesett | kiesett  |

## Súlyemelés
Férfi
| Versenyző      | Versenyszám | Szakítás | Szakítás | Lökés                    | Lökés                    | Összesen | Helyezés |
| Versenyző      | Versenyszám | Eredmény | Helyezés | Eredmény                 | Helyezés                 | Összesen | Helyezés |
| -------------- | ----------- | -------- | -------- | ------------------------ | ------------------------ | -------- | -------- |
| Sərdar Həsənov | 62 kg       | 128,0    | 12.*     | érvényes kísérlet nélkül | érvényes kísérlet nélkül | kiesett  | kiesett  |
| Əfqan Bayramov | 69 kg       | 145,0    | 10.*     | 175,0                    | 7.                       | 320,0    | 7.       |
| Turan Mirzəyev | 69 kg       | 146,0    | 8.*      | 181,0                    | 4.                       | 327,0    | 5.       |
| İntiqam Zairov | 85 kg       | 166,0    | 8.       | 195,0                    | 10.                      | 361,0    | 9.       |
| Nizami Paşayev | 94 kg       | 181,0    | 2.       | 215,0                    | 5.*                      | 396,0    | 5.       |

* - egy másik versenyzővel azonos eredményt ért el

## Taekwondo
Férfi
| Versenyző     | Versenyszám | Nyolcaddöntő                     | Negyeddöntő                       | Elődöntő              | Vigaszág elődöntő | Bronz- mérkőzés          | Döntő             | Helyezés |
| Versenyző     | Versenyszám | Ellenfél Eredmény                | Ellenfél Eredmény                 | Ellenfél Eredmény     | Ellenfél Eredmény | Ellenfél Eredmény        | Ellenfél Eredmény | Helyezés |
| ------------- | ----------- | -------------------------------- | --------------------------------- | --------------------- | ----------------- | ------------------------ | ----------------- | -------- |
| Rəşəd Əhmədov | Váltósúly   | Abd el-Káder Szarhán (QAT) · 5-0 | Sébastien Michaud (CAN) · SUP 0-0 | Hádi Szái (IRI) · 1-4 |                   | Steven López (USA) · 2-3 |                   | 5.       |

SUP - döntő fölény

## Torna

### Ritmikus gimnasztika
| Versenyző       | Versenyszám | Selejtező | Selejtező | Selejtező | Selejtező | Selejtező | Selejtező | Selejtező | Selejtező | Selejtező | Selejtező | Döntő   | Döntő   | Döntő   | Döntő   | Döntő    | Döntő    | Döntő   | Döntő   | Döntő    | Döntő    | Helyezés |
| Versenyző       | Versenyszám | Kötél     | Kötél     | Karika    | Karika    | Buzogány  | Buzogány  | Szalag    | Szalag    | Összesen  | Összesen  | Kötél   | Kötél   | Karika  | Karika  | Buzogány | Buzogány | Szalag  | Szalag  | Összesen | Összesen | Helyezés |
| Versenyző       | Versenyszám | Pont      | Hely.     | Pont      | Hely.     | Pont      | Hely.     | Pont      | Hely.     | Pont      | Hely.     | Pont    | Hely.   | Pont    | Hely.   | Pont     | Hely.    | Pont    | Hely.   | Pont     | Hely.    | Helyezés |
| --------------- | ----------- | --------- | --------- | --------- | --------- | --------- | --------- | --------- | --------- | --------- | --------- | ------- | ------- | ------- | ------- | -------- | -------- | ------- | ------- | -------- | -------- | -------- |
| Dinara Gimatova | Egyéni      | 16,275    | 15.       | 16,775    | 12.       | 16,600    | 9.**      | 16,875    | 5.*       | 66,525    | 11.       | kiesett | kiesett | kiesett | kiesett | kiesett  | kiesett  | kiesett | kiesett | kiesett  | kiesett  | 11.      |
| Aliyə Qarayeva  | Egyéni      | 17,875    | 3.        | 16,850    | 9.        | 17,625    | 5.        | 16,850    | 7.*       | 69,200    | 7.        | 17,750  | 6.      | 18,075  | 4.      | 17,225   | 6.       | 16,625  | 8.      | 69,675   | 6.       | 6.       |

| Versenyző                                                                                  | Versenyszám | Selejtező | Selejtező | Selejtező              | Selejtező              | Selejtező | Selejtező | Döntő   | Döntő   | Döntő                  | Döntő                  | Döntő    | Döntő    | Helyezés |
| Versenyző                                                                                  | Versenyszám | 5 kötél   | 5 kötél   | 3 karika és 2 buzogány | 3 karika és 2 buzogány | Összesen  | Összesen  | 5 kötél | 5 kötél | 3 karika és 2 buzogány | 3 karika és 2 buzogány | Összesen | Összesen | Helyezés |
| Versenyző                                                                                  | Versenyszám | Pont      | Hely.     | Pont                   | Hely.                  | Pont      | Hely.     | Pont    | Hely.   | Pont                   | Hely.                  | Pont     | Hely.    | Helyezés |
| ------------------------------------------------------------------------------------------ | ----------- | --------- | --------- | ---------------------- | ---------------------- | --------- | --------- | ------- | ------- | ---------------------- | ---------------------- | -------- | -------- | -------- |
| Dina Qorina Alina Trepina Vəfa Hüseynova Anastasiya Prosolova Anna Bitiyeva Valeriya Yegay | Csapat      | 15,575    | 8.        | 15,875                 | 7.                     | 31,450    | 8.        | 16,075  | 6.      | 15,500                 | 7.                     | 31,575   | 7.       | 7.       |

* - egy másik versenyzővel azonos eredményt ért el

** - két másik versenyzővel azonos eredményt ért el

## Úszás
Férfi
| Versenyző     | Versenyszám | Előfutam | Előfutam | Előfutam | Elődöntő | Elődöntő | Elődöntő | Döntő   | Döntő    |
| Versenyző     | Versenyszám | Idő      | Hely.    | Össz.    | Idő      | Hely.    | Össz.    | Idő     | Helyezés |
| ------------- | ----------- | -------- | -------- | -------- | -------- | -------- | -------- | ------- | -------- |
| Tural Abbasov | 50 m gyors  | 26,31    | 4.       | 78.      | kiesett  | kiesett  | kiesett  | kiesett | kiesett  |

Női
| Versenyző          | Versenyszám | Előfutam | Előfutam | Előfutam | Elődöntő | Elődöntő | Elődöntő | Döntő   | Döntő    |
| Versenyző          | Versenyszám | Idő      | Hely.    | Össz.    | Idő      | Hely.    | Össz.    | Idő     | Helyezés |
| ------------------ | ----------- | -------- | -------- | -------- | -------- | -------- | -------- | ------- | -------- |
| Oksana Hətəmxanova | 100 m mell  | 1:20,22  | 6.       | 46.      | kiesett  | kiesett  | kiesett  | kiesett | kiesett  |